# Zajęcznik (Góry Bardzkie)
Zajęcznik lub Orzech – wzniesienie 581 m n.p.m.) w południowo-zachodniej Polsce, w Sudetach Środkowych, w Górach Bardzkich w północno-zachodniej części Gór Bardzkich.
Wzniesienie położone na Obszarze Chronionego Krajobrazu Gór Sowich i Bardzkich około 2,9 km na południowy zachód od centrum miejscowości Srebrna Góra, w północno-zachodniej części Gór Bardzkich, w jednym z bocznych grzbietów odchodzących południkowo od głównego Grzbietu Zachodniego Gór Bardzkich. Grzbiet ten ciągnie się od Srebrnej Przełęczy na południe.

Wzniesienie ma kształt niewielkiego grzbietu rozciągającego się na kierunku NE-SW z kopulastym wierzchołkiem wypiętrzającym się około 20 m ponad linię grzbietową w północnej, końcowej części grzbietu  Wzniesienie charakteryzuje się nieregularną rzeźbą i ukształtowaniem oraz stromymi zboczami pociętymi od strony wschodniej skarpami. Wzniesienie od strony północnej i północno-zachodniej wyraźnie wydzielają wykształcone doliny dopływów Czerwonka. Wzniesienie zbudowane z dolnokarbońskich szarogłazów, zlepieńców i łupków ilastych struktury bardzkiej. Zbocza wzniesienia pokrywa niewielka warstwa młodszych osadów z okresu zlodowaceń plejstoceńskich. Na południowo-wschodnim zboczu pozostały nikłe ślady po zabudowaniach dawnego przysiółka Czeski Las (niem.Böhmischwald), zanikłego po 1945 roku. Jeszcze przed II wojną światową znajdowało się tu kilka gospodarstw. Cała powierzchnia wzniesienia łącznie z partią szczytową porośnięta jest lasem dolnoreglowym. Zboczami trawersują ścieżki i drogi leśne. U północno-zachodniego podnóża wzniesienia, położona jest miejscowość Nowa Wieś Kłodzka. Położenie wzniesienia, oraz kształt czynią wzniesienie rozpoznawalnym w terenie.
Od strony zachodniej wzniesienie gubi się na tle wyższego grzbietu.